# 8 mai 1945
 (mai 2025).
Pour les articles homonymes, voir Huit-Mai.
Le 8 mai 1945 est la date, dans le calendrier grégorien, d'au moins deux événements historiques :
- l'entrée en vigueur du premier des deux actes de capitulation du Troisième Reich[1],[2],[3],[4],[5], signé le 7 mai et entrant en vigueur le lendemain, avant la signature du second le 9 mai, alors que la Seconde Guerre mondiale dure encore plusieurs mois, jusqu'aux bombardements atomiques d'Hiroshima et de Nagasaki au Japon, qui ne capitule que le 2 septembre. En France, la date du 8 mai est un jour férié entre 1953 et 1959 puis à nouveau depuis 1981.
- les manifestations indépendantistes algériennes réprimées par l'Armée française lors des massacres de Sétif, Guelma et Kherrata en Algérie, qui ont été la cause de plusieurs dizaines de milliers de morts.

## Capitulation du Troisième Reich

### Évènements

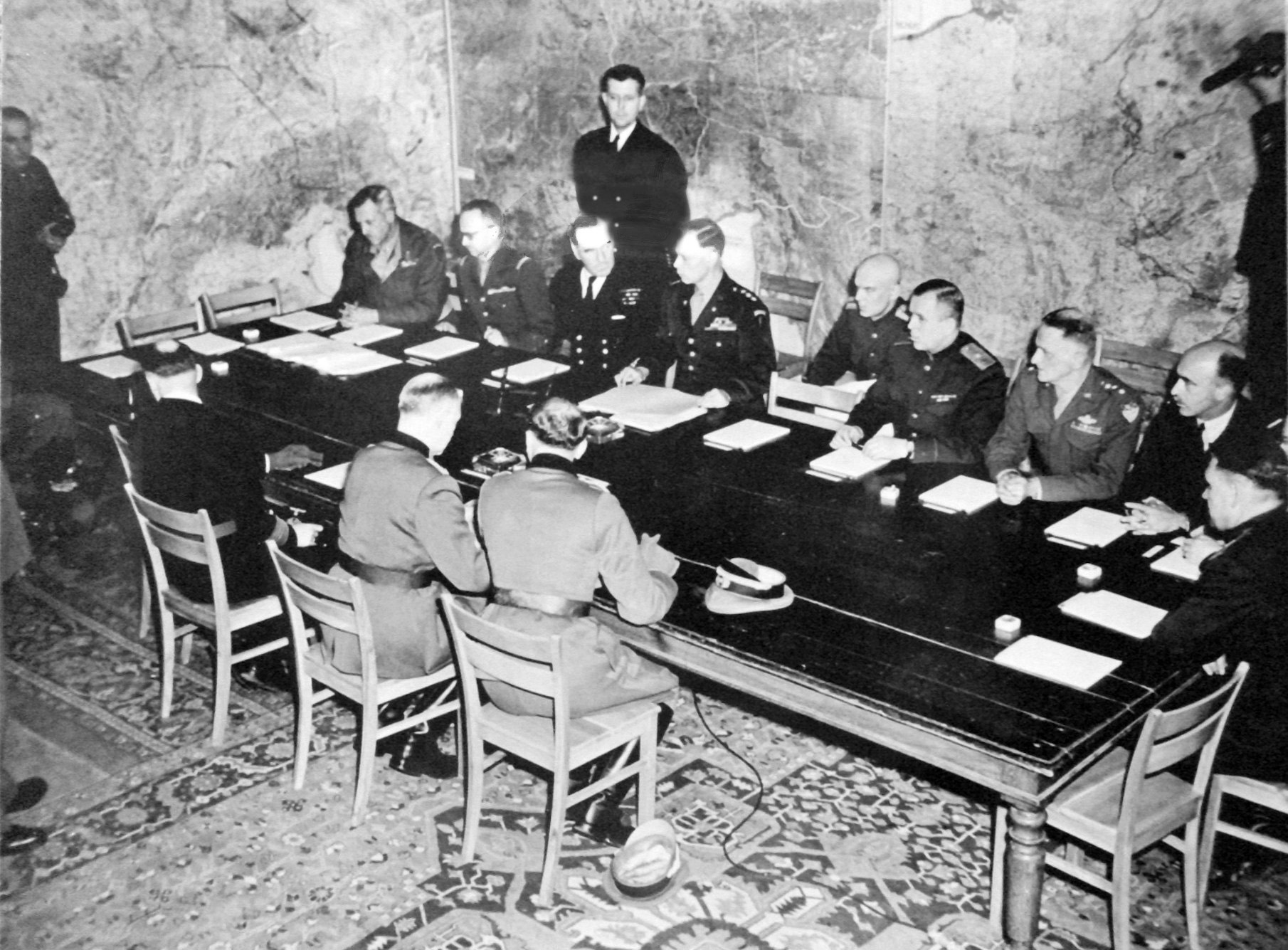
Signature de la reddition de l'Armée allemande à Reims, 7 mai 1945.

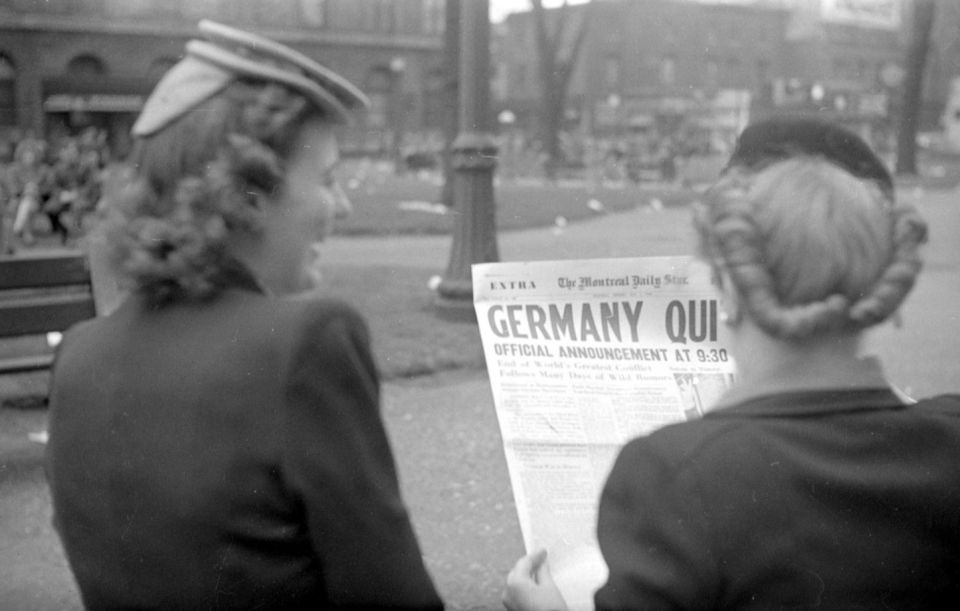
Deux femmes lisant la une du Montreal Daily Star annonçant la capitulation allemande et la fin imminente de la Seconde Guerre mondiale, 7 mai 1945.

L'amiral Dönitz, désigné par Hitler comme son successeur, ainsi que son état-major, ont compris que toute résistance est vaine. Dönitz consacre son énergie à ce que les troupes allemandes se rendent aux Alliés occidentaux et non aux Soviétiques, avant tout pour que les prisonniers allemands soient traités selon les conventions internationales, et non massacrés ou déportés en Sibérie. Aussi souhaite-t-il des capitulations partielles à l'ouest afin de soustraire autant de troupes que possible du front occidental et poursuivre les combats sur le front oriental, en rapatriant le maximum de population.
C'est dans cette intention que Dönitz envoie une première fois, à Reims, au PC avancé du SHAEF d'Eisenhower, l'amiral Hans-Georg von Friedeburg pour tenter de convaincre les Occidentaux de conclure une paix séparée. Le général américain l'éconduit, tout en prévenant Staline des tentatives allemandes. Le Royaume-Uni, les États-Unis et l'Union soviétique se sont en effet mis d'accord sur une capitulation totale et inconditionnelle du gouvernement allemand et de l'OKW sur tous les fronts, n'acceptant des redditions ponctuelles que dans le cadre des engagements (unités déposant les armes et se constituant prisonnières) et non dans le cadre d'un traité. Dönitz réitère ses avances le 6 mai en désignant alors le général Jodl, son chef d'état-major, mais ce dernier essuie le même refus. L'intransigeance d'Eisenhower est en effet implacable depuis le 12 avril 1945, date à laquelle il découvre horrifié les charniers d'Ohrdruf, annexe du camp de concentration de Buchenwald qui vient d'être libéré.
C'est donc le lundi 7 mai 1945, à 2 h 41, que la reddition de l'Armée allemande est signée à Reims dans une salle du Collège technique et moderne (actuel lycée Roosevelt) abritant le Supreme Headquarters Allied Expeditionary Force, par le maréchal allemand Alfred Jodl, en présence des généraux américains Walter B. Smith et Eisenhower, du général français François Sevez et du général soviétique Sousloparov, les combats devant cesser le 8 mai à 23 h 1. L'acte signé est purement militaire.
Ceci provoque la fureur de Staline qui veut que la capitulation de l'Allemagne soit signée dans sa capitale, à Berlin, où les soldats de l'Armée rouge règnent en maîtres. Les journalistes occidentaux répandent rapidement la nouvelle de la capitulation, précipitant ainsi les célébrations. Les combats continuent cependant toute la journée du mardi suivant sur le front de l'Est.
L'exigence de Staline est honorée et une nouvelle signature a lieu tard le soir du 8 mai à (23 h 16 heure de Berlin, dans une villa de Karlshorst, quartier général du maréchal Georgi Joukov dans la banlieue Est de Berlin (aujourd'hui le musée germano-russe Berlin-Karlshorst). Les représentants de l'URSS, de la Grande-Bretagne, de la France et des États-Unis arrivent peu avant minuit. Après que le maréchal Georgi Joukov eut ouvert la cérémonie, les représentants du Haut commandement allemand, dont le maréchal Wilhelm Keitel, sont invités à signer l'acte de capitulation entrant en vigueur à 23 h 1, heure locale (heure d'Europe centrale), soit le 9 mai à 1 h 1, heure de Moscou. C'est l'amiral Hans-Georg von Friedeburg et le maréchal Keitel qui signèrent l'acte de capitulation.
La reddition a ainsi lieu le 9 mai 1945 pour les Soviétiques et les pays est-européens alliés qui partagent les fuseaux horaires UTC+02:00 et plus, ayant déjà passé minuit à ce moment. De ce fait le Bloc de l'Est prit l'habitude de commémorer cette capitulation le 9 mai, sous le nom de Jour de la Victoire.
Il faudra cependant attendre la capitulation officielle du Japon le 2 septembre 1945 (« V-J Day », pour « Victory over Japan Day », annoncé le 15 août 1945), lorsque le ministre des Affaires étrangères Mamoru Shigemitsu signe les articles de la reddition des forces japonaises sur le pont de l'USS Missouri dans la baie de Tokyo, pour que la Seconde Guerre mondiale prenne fin.

### Chronologie
Les bombardements alliés ont fait fuir 1,15 million de Berlinois entre juillet 1943 et août 1944 puis reprennent massivement en avril 1945, mais le régime nazi refuse sa défaite, prêt à « sacrifier la population », via un « appareil de terreur » conservant une « fascination morbide » pour le Führer, constitué de commandos de SS qui « traquent ceux qui refusent de mourir à leur côté », et  multiplient les « mensonges à la population », présentant toute nouvelle défaite comme un simple « piège » à l'ennemi. Les  événements du début mai à Berlin et ailleurs en Allemagne ne se passent cependant pas comme il l'avait prévu après les suicides d'Hitler et son successeur Goebbels. Ils sont dès 1945 détaillés au jour le jour, à chaud, par l'ex-journaliste socialiste Heinz Rein, dans Berlin Finale, mettant en scène un jeune déserteur qui rencontre dans un Berlin « qui croule sous les bombes » un groupe de résistants.
- 30 avril : suicide d'Hitler dans son bunker ;
- 1er mai : suicide de son successeur, Joseph Goebbels, Karl Dönitz investi de fait ;
- 1er et 2 mai : série de redditions allemandes dans Berlin ;
- 2 mai : Dönitz fixe ses objectifs, combattre encore à l’Est mais négocier des redditions avec les occidentaux[16] ;
- 2 mai : formation du gouvernement de Flensbourg, la mort d'Hitler annoncée ;
- 3 mai : le portrait d'Hitler retiré des bâtiments publics ;
- 3 mai : tous les journaux français titrent sur la mort d'Hitler[17] ;
- 3 mai : le salut nazi interdit dans la Wehrmacht ;
- 3 mai : les gardes du camp de Mathausen fuient ;
- 3 mai : interdiction des actions du Werwolf, contraires aux lois de la guerre ;
- 4 mai : ordre à tous les sous-marins de se rendre ;
- 4 mai : Hans-Georg von Friedeburg signe une première capitulation, des armées de Hollande, Danemark et Allemagne du Nord-Ouest ;
- 4 mai : les gardes de Mathausen remplacés par d'ex-policiers évacués de Vienne ;
- 5 mai : Hans-Georg von Friedeburg amène à Reims  Fritz Poleck et Alfred Jodl ;
- 5 mai : libération du camp de Mathausen par 11e DB US ;
- 5 mai : Himler et Rosenberg démis de leurs fonctions ;
- 6 mai : Dönitz ordonne de renoncer à la politique de la terre brûlée des ordonnances du 19 mars[18] ;
- 7 mai : la capitulation signée à 2 heures du matin
- 8 mai : la capitulation entre en vigueur ;
- 9 mai : seconde capitulation signée avec les Soviétiques.

### Commémoration
La capitulation nazie est fêtée différemment dans les différents pays d'Europe. Aux Pays-Bas, on la célèbre par le jour de la libération le 5 mai.  

#### Russie (ex-URSS) et Israël
Dans l'ex-URSS, la capitulation nazie est commémorée depuis 1965 par un jour férié de commémoration le 9 mai et en Israël, c'est aussi le 9 mai, depuis 2017.

#### En France
La loi du 7 mai 1946 prévoit que la commémoration du 8 mai 1945 soit fixée au 8 mai de chaque année, sinon le dimanche suivant.

##### Jour férié de 1953 à 1959
Les associations d'anciens combattants réclament la reconnaissance du 8 mai comme jour férié et chômé et organisent leur propre manifestation. L'adoption de la loi no 53-225 du 20 mars 1953 clarifie la situation : le 8 mai est déclaré jour férié (mais non chômé) de commémoration en France. Cela n'empêche pas les cérémonies de revêtir un réel éclat de 1953 à 1958.

##### Jour commémoré mais plus férié, de 1959 à 1975
Le président Charles de Gaulle, par le décret du 11 avril 1959, fixe la date de la commémoration au deuxième dimanche du mois de mai, en précisant que seul le 8 mai 1965 sera exceptionnellement férié, pour le 20e anniversaire, afin de limiter le nombre de jours fériés en mai. Puis le décret du 17 janvier 1968 décide que le 8 mai sera commémoré chaque année, à sa date, en fin de journée en mai sans rétablir de jour férié.

##### Jour ni commémoré ni férié, de 1975 à 1981
En 1975, le président Giscard d'Estaing supprime la commémoration, en se justifiant « au titre de la réconciliation franco-allemande et de la relance de la construction européenne », mais le Sénat contesta dès 1979 en rappelant que ce jour férié symbolisait « la victoire contre le nazisme », d'autant que la décision a suscité un tollé général de la part des associations d'anciens combattants.

##### Jour commémoré et férié, depuis 1981
La commémoration mais aussi le jour férié seront rétablis, par la loi du 2 octobre 1981,. Le texte souligne « l'attachement du peuple français aux libertés publiques et au respect de la dignité humaine » et la forte mémoire de la classe politique de l'époque concernant cette question, selon les universitaires Claire Demesmay et Julien Thorel, dans la revue Allemagne d'aujourd'hui. Le texte est ainsi voté par les députés à l'unanimité moins une voix. Le rapporteur de la commission des lois, Alain Hautecœur déclare alors que le 8 mai « marque dans l'histoire la fin de l'entreprise monstrueuse du nazisme » et que sa commémoration comporte « une valeur pédagogique », face à ses résurgences idéologiques. Jean Laurain, ministre des anciens combattants, en charge du dossier, explique que cette loi vise à « réparer l'erreur du 8 mai 1975, qui a consisté à croire que le souvenir de la terreur nazie et des camps de concentration allait à l'encontre de l'effort de réconciliation européenne et heurtait en particulier la sensibilité allemande » car « c'était ne pas voir que le peuple allemand lui-même a été libéré du nazisme et que cette libération a été la condition essentielle de la construction européenne ». Il demande que « dans les jours qui précéderont chaque année le 8 mai, les médias seront fortement sollicités pour expliquer à l'opinion publique, et surtout à la jeunesse » les « raisons de cette fête ».

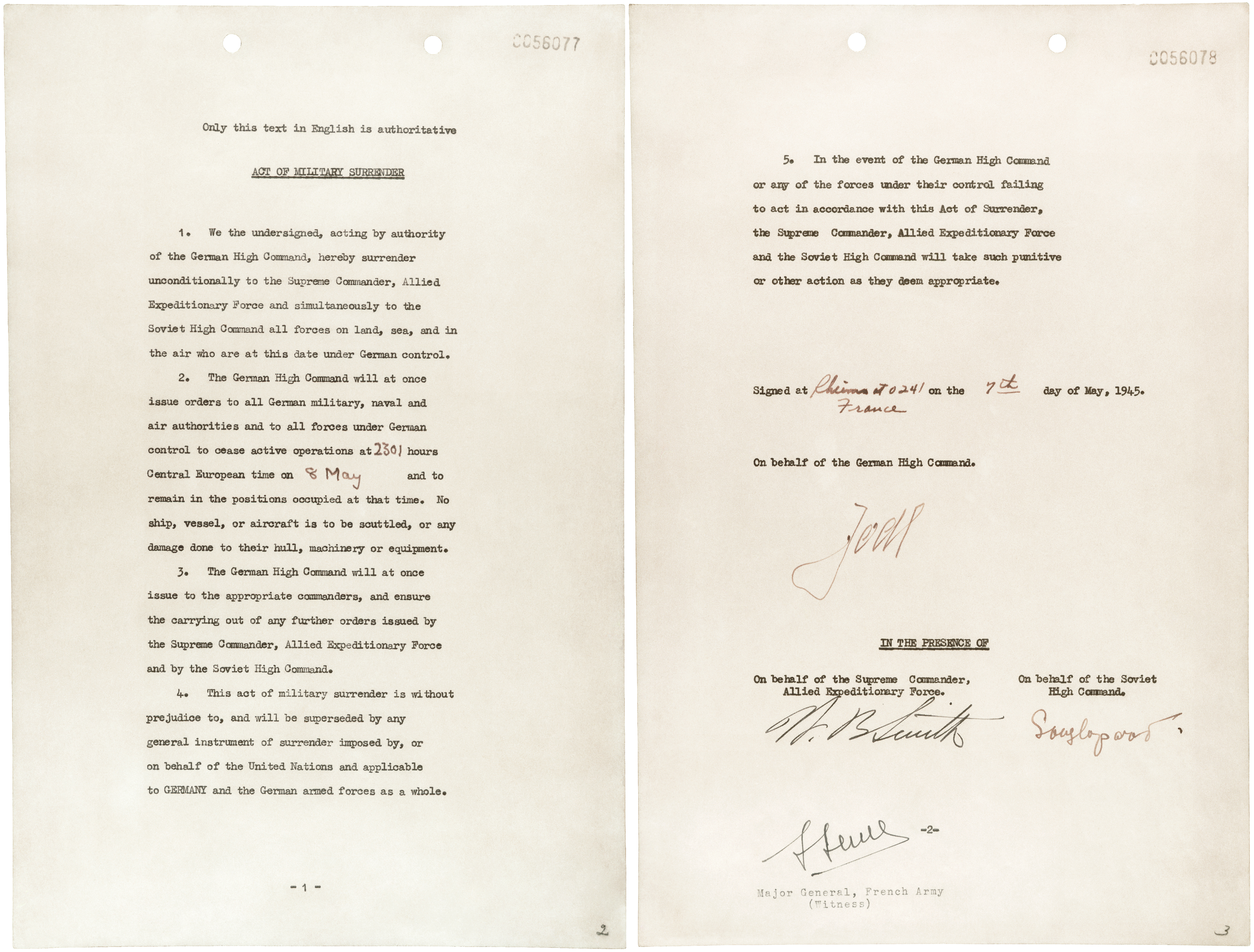
Le premier acte de capitulation, signé à Reims le 7 mai 1945.
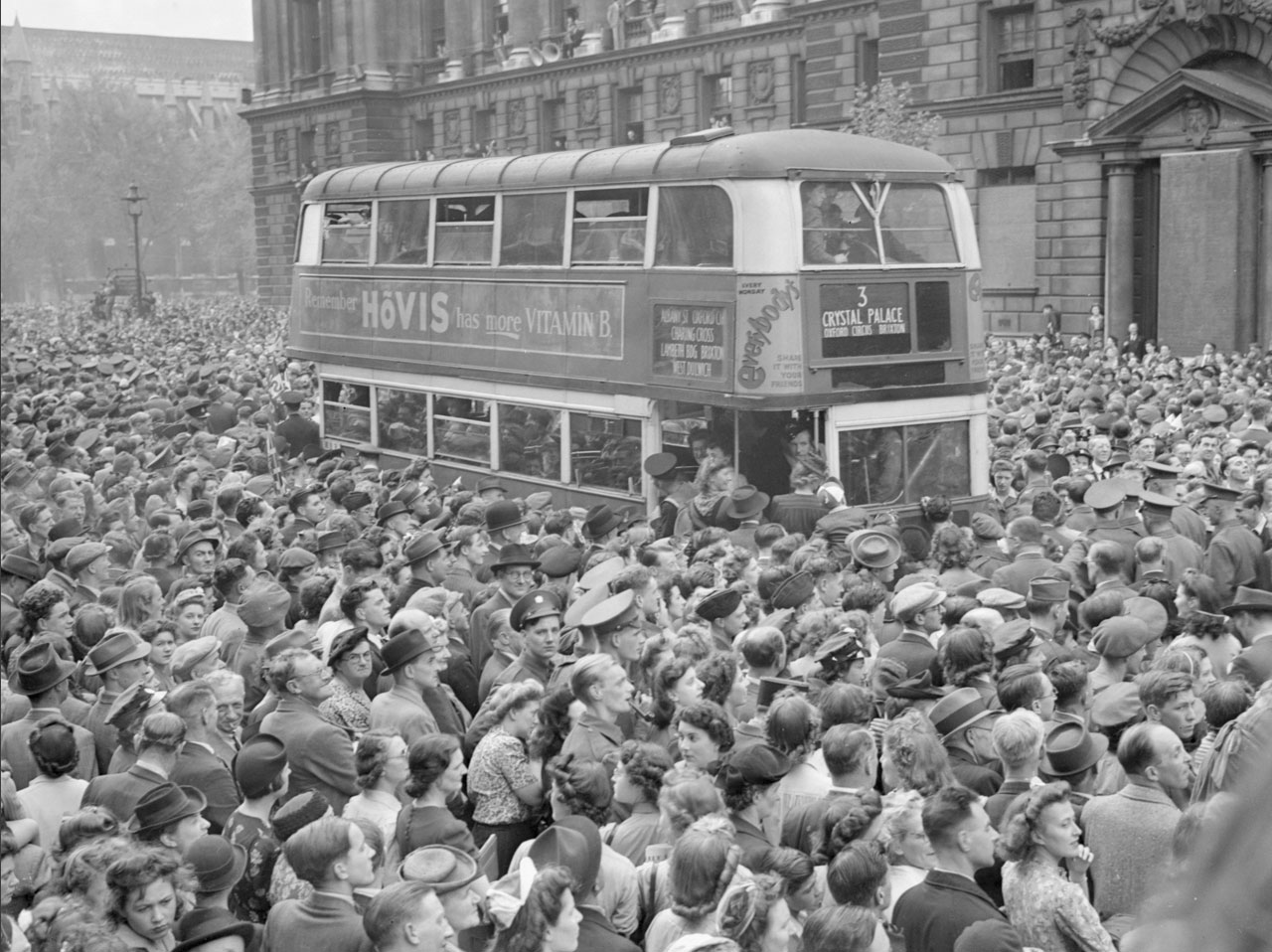
Le 8 mai 1945, Londres.
Le 8 mai 1945, Winston Churchill salue la foule à Londres.
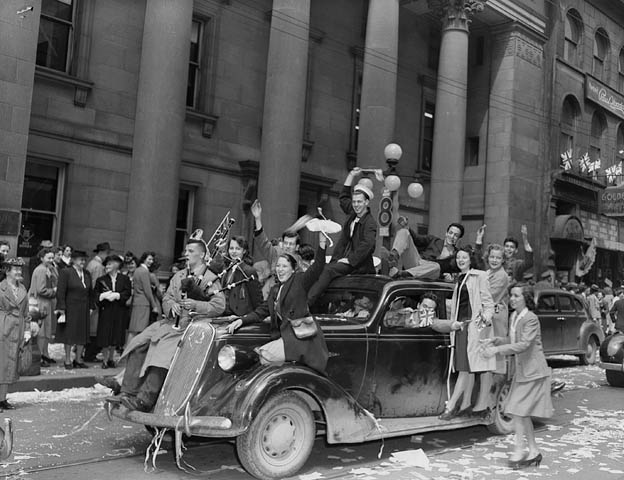
Le 8 mai 1945, Ottawa.
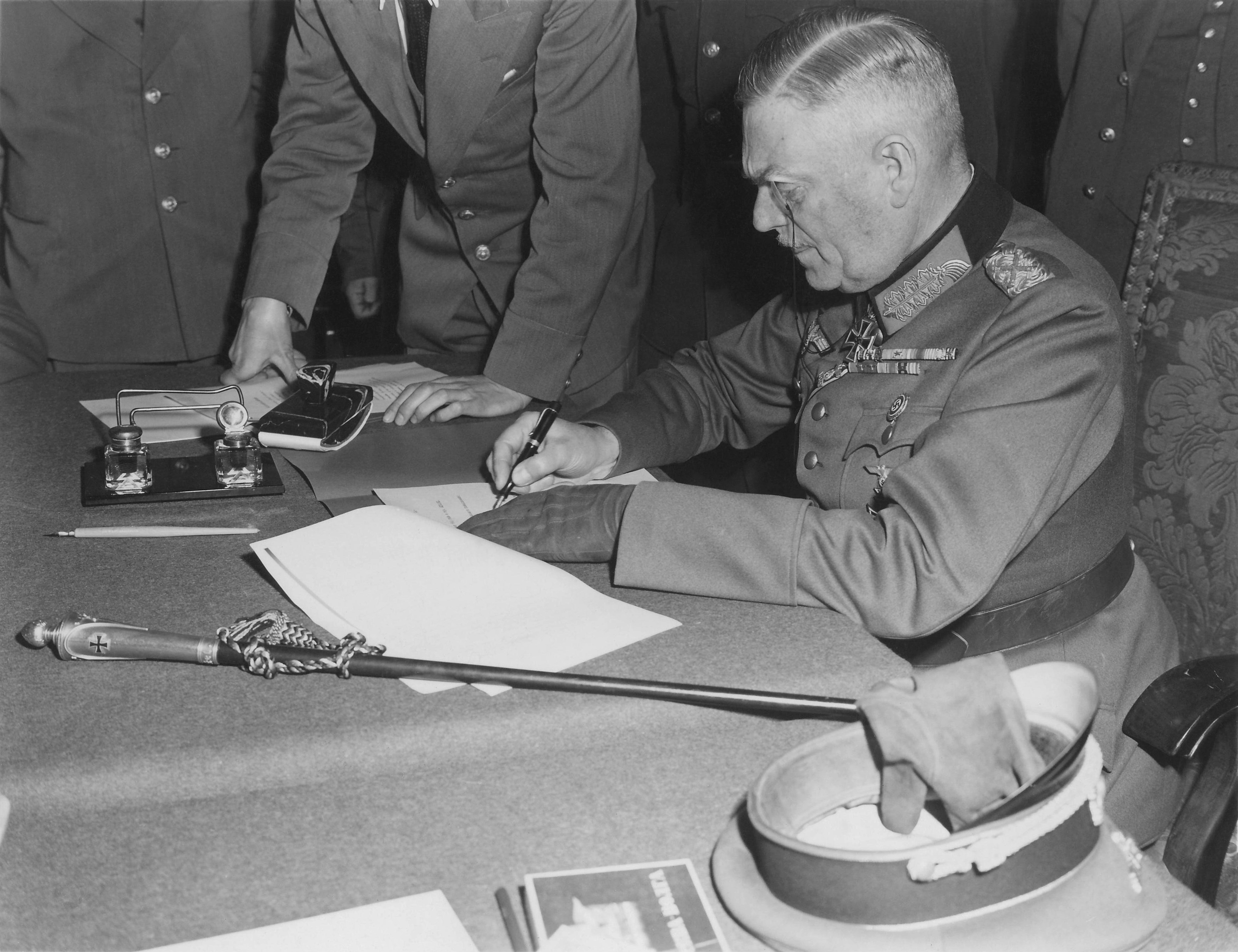
À Berlin, le 8 mai, le maréchal Wilhelm Keitel signe l’acte de capitulation de la Wehrmacht.
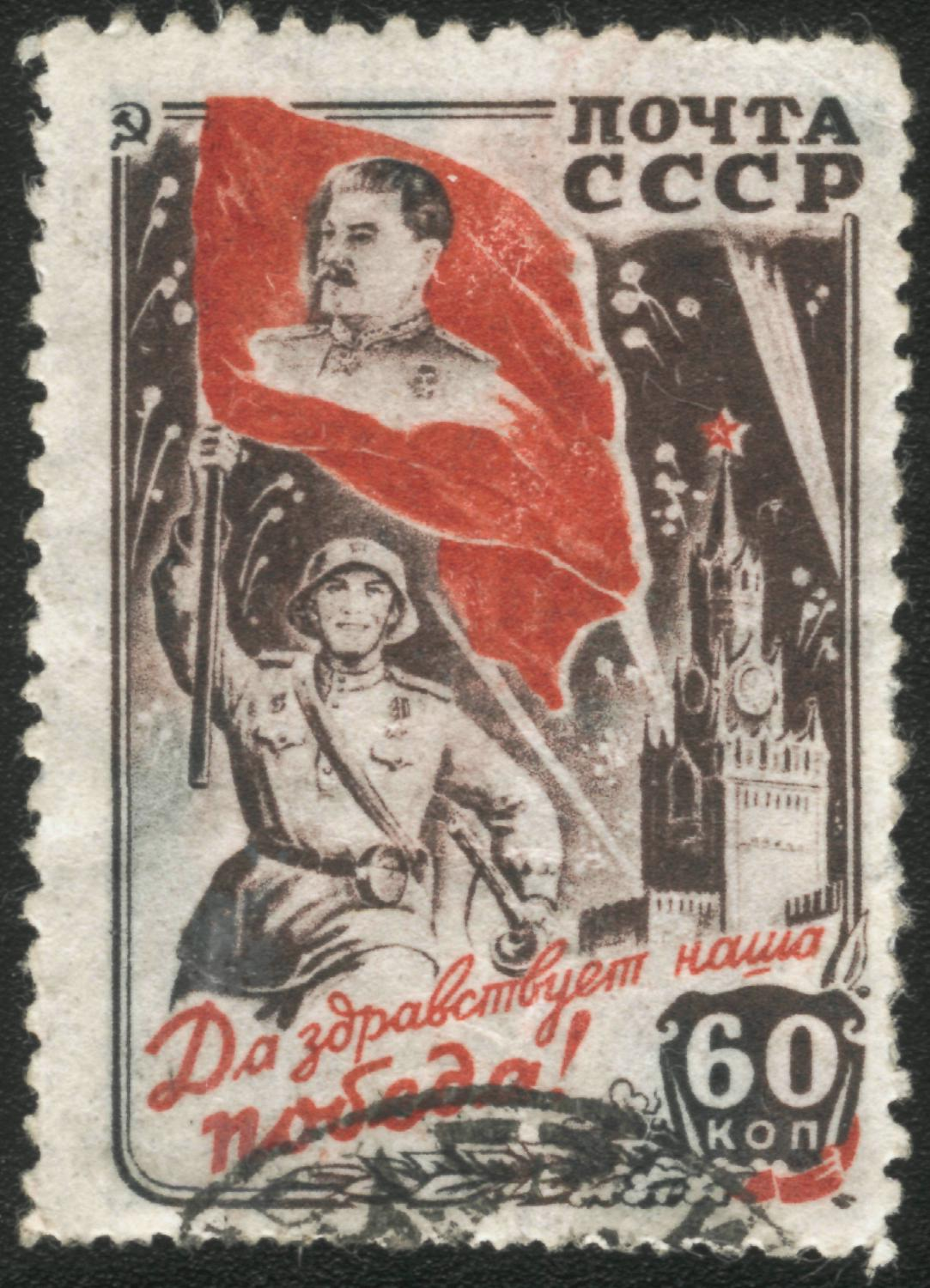
Timbre de 1945.

##### Odonymes
Cette date est rappelée par de nombreux odonymes : rue du 8-Mai-1945, etc.

#### En Belgique
Le 8 mai a également été un jour férié en Belgique pendant plusieurs décennies, même s'il ne l'était que pour les écoles et les administrations. Mais en 1983, le gouvernement belge a décidé, pour des raisons économiques, de supprimer ce jour férié du calendrier. De nombreuses commémorations et des hommages restent néanmoins encore organisés. Et un large mouvement de personnalités et d'associations de la société civile appellent à refaire du 8 mai un jour férié officiel, pour faire face notamment à la montée des mouvements d'extrême droite.

#### Aux Pays-Bas
En Hollande, la capitulation allemande est fêtée le 5 mai sous le nom du Jour de la Libération (en néerlandais : Bevrijdingsdag), sous la forme de congé optionnel. La date du 5 mai correspond au jour des pourparlers de capitulation. En 1946, le gouvernement a décidé que le jour de la libération devait être célébré le 5 mai, sauf s'il tombait un dimanche, car sinon la tradition du repos dominical chrétien serait perturbée. En 1968, il a été décidé que le jour de la libération, quel que soit le jour de la semaine, serait le 5 mai.
Il s'agit d'un jour de congé optionnel qui est réglé par des conventions collectives de travail et varie donc selon le secteur de travail.

## Massacre de Sétif, Guelma et Kherrata
Le 8 mai 1945 est aussi la date du début des massacres de Sétif, Guelma et Kherrata, qui sont des répressions sanglantes des manifestations nationalistes pacifiques survenues en 1945 dans le département de Constantine en Algérie française. Il s'agissait de manifestations qui visaient à réclamer l'indépendance du pays colonisé par la France préalablement prévu par ces-derniers[pas clair] ainsi que la libération du chef du Parti populaire algérien (PPA) Messali Hadj.
Pour fêter la fin des hostilités et la victoire des Alliés sur les forces de l'Axe, des défilés sont organisés le 8 mai, y compris dans les trois départements français qui constituent l'Algérie.
L'émeute de Sétif n'est pas due à l'indignation provoquée parmi les manifestants par la mort du porte-drapeau Saâl Bouzid mais à une véritable insurrection armée qui a fait 23 morts et 80 blessés européens à Sétif dont le régisseur du marché Gaston Gourlier tué 2 heures avant le début de la manifestation (Vétillard) et d'autres par armes à feu dans les minutes qui ont suivi les altercations entre forces de l'ordre et manifestants. Les forces de l'ordre interviennent et ramènent le calme en moins de 2 heures : 35 manifestants sont tués, des dizaines sont blessés.
Au même moment, et dans plusieurs endroits, parfois sans lien évident avec la manifestation de Sétif, d'autres soulèvements ont lieu dans une vingtaine de localités de la région (Périgotville, Chevreul, Kerrata, Lafayette, Sillègue, El Ouricia…) : on recense 145 morts le soir du 11 mai ainsi qu’environ 415 blessés dans les deux camps.
La répression ne débute que le 9 mai. Elle concerne les communes où les Européens ont été visés. Conduite par l'armée et également par la milice civile de Guelma (Peyroulou, Vétillard) elle sera particulièrement [Quoi ?]. Les effectifs de la police nationale à Sétif ne sont que de 40 hommes. Dans les villages la police et l'armée sont absentes, les gendarmeries ne sont représentées que par 3 ou 4 hommes à Kerrata, Chevreul et Lafayette. Des renforts arrivent du Maroc, de Tunisie et d'Alger : 10 000 hommes sont déployés dans le Constantinois mais seulement 3 700 dans la subdivision de Sétif, la plus vaste (sa surface est l'équivalent de 2 départements métropolitains), le plus montagneuse et la plus touchée.
A Sétif, un policier tire sur un jeune nationaliste et le tue, ce qui déclenche des émeutes dans trois villes : Sétif, Guelma et Kherrata.
Le nombre des victimes algériennes reste sujet à débat. Les autorités françaises de l'époque fixèrent le nombre de tués à 1 165 ; un rapport des services secrets américains à Alger en 1945 notait 17 000 morts et 20 000 blessés ; le gouvernement algérien avance le nombre de 45 000 morts ; alors que selon les historiens français le nombre varie de 6 000 ou 8 000 (Charles-Robert Ageron, Charles-André Julien) à « des milliers de morts ».
Commémorée chaque année en Algérie, la date « a servi de référence et de répétition générale à l'insurrection victorieuse de 1954 ».

Carte de l'Algérie montrant la wilaya de Sétif.
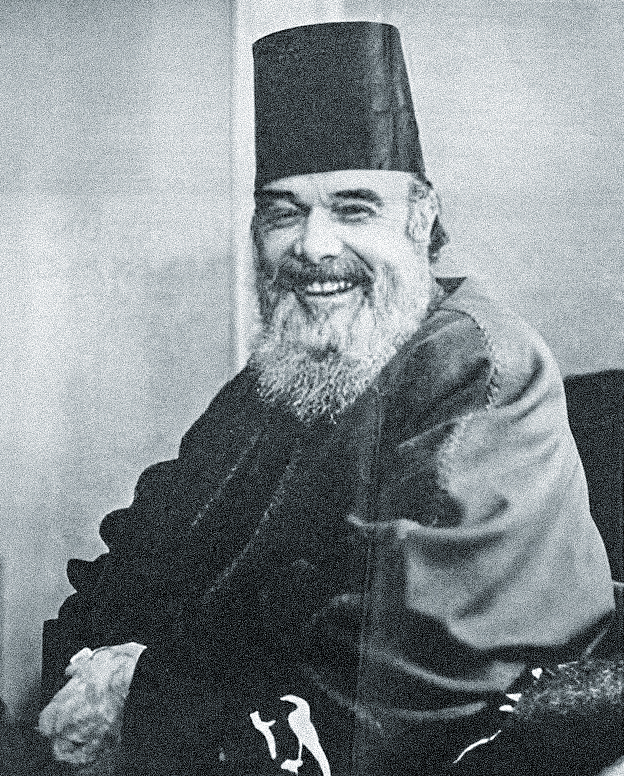
Le leader indépendantiste Messali Hadj.